# 脈海鯰
脈海鯰為輻鰭魚綱鯰形目海鯰科的其中一種，分布印度西太平洋區，從莫三比克海峽至印尼海域，棲息深度20-50公尺，體長可達30公分，棲息在沿海及河口區，底棲性魚類，屬肉食性，以小魚及無脊椎動物為食，可作為食用魚。

## 擴展閱讀
維基物種上的相關：脈海鯰